# JetBrains
JetBrains s.r.o. (trước đây IntelliJ Software s.r.o.) là một công ty phát triển phần mềm Czech với các công cụ hướng đến các lập trình viên và quản lý dự án. Tính đến  năm 2017, công ty có khoảng 700 nhân viên tại sáu văn phòng ở Prague, Saint Petersburg, Moskva, Munich, Boston, Novosibirsk, Amsterdam, Foster City, và Marlton, New Jersey
Công ty cung cấp nhiều môi trường phát triển tích hợp (IDE) cho SQL và các ngôn ngữ lập trình Java, Kotlin, Ruby, Python, PHP, Objective-C, C++, C#, Go và JavaScript. Công ty đã tạo ra ngôn ngữ lập trình Kotlin, có thể chạy trong máy ảo Java (JVM), vào năm 2011.
Tạp chí InfoWorld đã trao cho công ty "Giải thưởng Công nghệ của năm" vào năm 2011 và 2015.

## Lịch sử

Logo JetBrains được dùng từ năm 2000 đến 2016

JetBrains, ban đầu có tên là IntelliJ Software, được thành lập vào năm 2000 tại Prague bởi ba nhà phát triển phần mềm người Nga: Sergey Dmitriev, Valentin Kipyatkov và Eugene Belyaev. Sản phẩm đầu tiên của công ty là IntelliJ Renamer, một công cụ cải tiến mã nguồn trong Java.
Năm 2012 CEO Sergey Dmitriev rời khỏi công ty và bổ nhiệm hai CEO mới, Oleg Stepanov và Maxim Shafirov, để làm việc trong lĩnh vực tin sinh học.
Năm 2021, New York Times tuyên bố, dựa trên các nguồn không xác định, rằng các bên không xác định có thể đã nhúng phần mềm độc hại vào phần mềm của JetBrains, dẫn đến vụ hack SolarWinds và các thỏa hiệp bảo mật phổ biến khác. JetBrains cho biết họ không liên hệ với bất kỳ chính phủ hoặc cơ quan an ninh nào, và họ không "tham gia hoặc dính líu đến cuộc tấn công này dưới bất kỳ hình thức nào".
Để đối phó với cuộc chiến Nga - Ukraine vào năm 2022, công ty đã đình chỉ vô thời hạn các hoạt động bán hàng và R&D ở Nga cũng như ở Belarus.

## Sản phẩm

### Môi trường phát triển tích hợp
| Tên           | Miêu tả | Nền tảng                    |
| ------------- | --- | --------------------------- |
| AppCode       | Hỗ trợ lập trình C, C++, Objective-C và Swift. Không giống phần lớn các sản phẩm khác của JetBrains là đa nền tảng, AppCode chỉ chạy trên các hệ thống của Apple. | macOS, iOS, watchOS và tvOS |
| CLion         | CLion (phát âm "sea lion") là một IDE C và C++ IDE cho Linux, macOS, và Windows được tích hợp với hệ thống xây dựng CMake. Phiên bản ban đầu hỗ trợ các trình biên dịch GNU Compiler Collection (GCC) và Clang và các debugger GDB , LLDB và Google Test. Ngoài C và C ++, CLion hỗ trợ các ngôn ngữ khác trực tiếp hoặc thông qua các plugin: Kotlin, Python, Rust, Swift và các ngôn ngữ khác. | Đa nền tảng                 |
| DataGrip      | Là một công cụ quản lý cơ sở dữ liệu nhằm vào các nhà phát triển làm việc với cơ sở dữ liệu SQL. Phiên bản rút gọn của DataGrip được nhúng trong phiên bản Ultimate của một số IDE của JetBrains. | Đa nền tảng                 |
| GoLand        | Cho các nhà phát triển Go. Với hỗ trợ mã hóa và tích hợp công cụ dành riêng cho ngôn ngữ Go. GoLand được phân phối dưới dạng một plugin mã nguồn mở cho IntelliJ IDEA bắt đầu từ năm 2013, với mã vẫn có sẵn trên GitHub. Năm 2016, khi đạt 30 nghìn người dùng hoạt động hàng tháng, JetBrains quyết định giới thiệu một IDE độc lập để lập trình Go. Tên ban đầu của IDE độc lập này là Gogland, sau đó được đổi lại thành GoLand. Phiên bản đầu tiên của GoLand được phát hành vào tháng 11 năm 2017. | Đa nền tảng                 |
| IntelliJ IDEA | IntelliJ IDEA là IDE đầu tiên của JetBrains. Nó chủ yếu nhắm vào các công nghệ dựa trên JVM như Java, Groovy, Kotlin và Scala nhưng nó cũng hỗ trợ Java EE và phát triển web. Phiên bản mã nguồn mở có sẵn dưới tên gọi IntelliJ IDEA Community Edition, và một phiên bản độc quyền được gọi là IntelliJ IDEA Ultimate Edition. IntelliJ IDEA Ultimate Edition hỗ trợ tính năng của PhpStorm, PyCharm và RubyMine nhờ tiện ích bổ sung.                                                                  | Đa nền tảng                 |
| PhpStorm      | Cho phát triển web và PHP. | Đa nền tảng                 |
| PyCharm       | Cho phát triển Python và web. Phiên bản nguồn mở có sẵn dưới dạng PyCharm Community Edition và phiên bản độc quyền là PyCharm Professional Edition. Một phiên bản đặc biệt có tên là PyCharm Edu dựa trên PyCharm nhằm mục đích đặc biệt là học lập trình với Python. PyCharm có bản phân phối PyCharm for Anaconda có thể được cài đặt cùng với Anaconda và được tích hợp chặt chẽ với nó. . | Đa nền tảng                 |
| Rider         | Để phát triển C# và .NET đi kèm với chức năng ReSharper được tích hợp sẵn. | Đa nền tảng                 |
| RubyMine      | Cho việc lập trình Ruby, Ruby on Rails và web. | Đa nền tảng                 |
| WebStorm      | Cho lập trình web, JavaScript và TypeScript. Nhiều IDE khác của JetBrains bao gồm bộ tính năng của WebStorm thông qua các plugin. | Đa nền tảng                 |

### Ngôn ngữ lập trình

#### Kotlin
Kotlin là một ngôn ngữ lập trình được kiểu tĩnh chạy trên Máy ảo Java và cũng có thể biên dịch sang JavaScript hoặc mã gốc (thông qua LLVM). Được đặt tên theo đảo Kotlin , gần St. Petersburg.
Ngày 7 tháng 5 năm 2019, Google đã tuyên bố Kotlin là ngôn ngữ ưa thích để phát triển ứng dụng Android.

#### MPS
MPS (Meta Programming System) là một ngôn ngữ lập trình nguồn mở chú tâm vào Domain-Specific Languages (DSLs). Nó sử dụng chỉnh sửa theo quy trình thay vì chỉnh sửa văn bản cổ điển, cung cấp thành phần ngôn ngữ dễ dàng, nhiều hình ảnh hóa mã cũng như các ký hiệu phi văn bản khác nhau cho các nhà thiết kế DSL. MPS đi kèm với công cụ tạo mã của riêng nó, có thể được sử dụng để cung cấp ngữ nghĩa cho các DSL dựa trên MPS. Nó cũng cung cấp khả năng nắm bắt thông tin về các khía cạnh ngôn ngữ khác như hệ thống kiểu, các ràng buộc, luồng dữ liệu và các khía cạnh khác.

### Cộng cụ nhóm

#### TeamCity
TeamCity là một máy chủ tích hợp liên tục và giao việc liên tục được phát triển bởi JetBrains. Nó là một ứng dụng web dựa trên máy chủ được viết bằng Java. TeamCity là một phần mềm thương mại độc quyền với giấy phép Freemium cho tối đa 20 cấu hình bản dựng và ba tác nhân bản dựng miễn phí.

#### Upsource
Upsource  là một công cụ duyệt mã và duyệt kho lưu trữ. Nó cung cấp giao diện người dùng để khám phá và giám sát các kho lưu trữ Git, GitHub, Mercurial, Perforce và hoặc Subversion từ một vị trí trung tâm. Upsource cung cấp tính năng làm nổi bật cú pháp cho nhiều ngôn ngữ lập trình và cung cấp phân tích mã tĩnh phía máy chủ, điều hướng nhận biết mã và tìm kiếm sử dụng cho các ngôn ngữ Java, PHP, JavaScript và  Kotlin.

#### YouTrack
YouTrack ilà một công cụ theo dõi lỗi, hệ thống theo dõi sự cố và phần mềm quản lý dự án linh hoạt, độc quyền dựa trên web thương mại được phát triển bởi JetBrains. Nó cung cấp cho các nhóm phát triển tính năng tìm kiếm vấn đề dựa trên truy vấn với tính năng tự động hoàn thành, xử lý các vấn đề theo lô, hỗ trợ phím tắt mở rộng, tùy chỉnh tập hợp các thuộc tính vấn đề và tạo quy trình làm việc tùy chỉnh. YouTrack pcung cấp hỗ trợ cho cả phương pháp luận Scrum và Kanban và cho phép các nhà phát triển thực hiện theo một quy trình tùy chỉnh. YouTrack được bản địa hóa sang tiếng Anh, Đức, Nga, Tây Ban Nha và Pháp. YouTrack icos sẵn như SaaS và tại chỗ. Phiên bản miễn phí bao gồm tối đa 10 người dùng.

### Công cụ cho khoa học dữ liệu

#### Datalore
Datalore là một ứng dụng web thông minh để phân tích và trực quan hóa dữ liệu, được tập trung đặc biệt vào môi trường máy học bằng Python .

### JetBrains Academy
JetBrains Academy là một nền tảng trực tuyến để học lập trình, bao gồm các ngôn ngữ lập trình như Python, Java, và Kotlin. Academy được giới thiệu bởi JetBrains năm 2019, và đạt 200.000 người dùng vào tháng 7 năm 2020.

### Môi trường nhóm tích hợp

#### Space
Space là một công cụ dành cho "môi trường nhóm tích hợp" với hỗ trợ cho các nhóm, kiểm soát phiên bản, blog, cuộc họp, CI / CD, lưu trữ tài liệu và hơn thế nữa. Sản phẩm đã được công bố tại KotlinConf 2019  và sau một thời gian thử nghiệm beta, sản phẩm sẽ ra mắt vào tháng 12 năm 2020.

## Mô hình kinh doanh
JetBrains IDE có một số tùy chọn giấy phép, có các khả năng phần mềm giống nhau và khác nhau về giá cả và điều khoản sử dụng. Các sản phẩm của nhóm có sẵn dưới dạng phiên bản được lưu trữ và cài đặt và có các phiên bản miễn phí cho các nhóm nhỏ. Nhiều sản phẩm miễn phí cho các dự án mã nguồn mở, sinh viên, giáo viên và lớp học.

## Các dự án nguồn mở
Vào năm 2009, JetBrains đã mở nguồn chức năng cốt lõi của IntelliJ IDEA bằng cách cung cấp Phiên bản Cộng đồng miễn phí. Nó được xây dựng trên Nền tảng IntelliJ và bao gồm các nguồn của nó. JetBrains đã phát hành cả hai theo Giấy phép Apache 2.0. Vào năm 2010, hỗ trợ Android đã trở thành một phần của Phiên bản Cộng đồng, và hai năm sau, Google đã công bố  nó là Android Studio, IDE để phát triển di động trên nền tảng Android được xây dựng trên Phiên bản cộng đồng của IntelliJ IDEA và là một giải pháp thay thế chính thức cho Công cụ nhà phát triển Android Eclipse. Vào tháng 6 năm 2015, đã có thông báo rằng việc hỗ trợ Eclipse ADT sẽ ngừng hoạt động, biến Android Studio trở thành công cụ chính thức để phát triển Ứng dụng Android.
MPS, viết tắt của hệ thống lập trình meta và Kotlin, một ngôn ngữ lập trình được định kiểu tĩnh cho JVM, đều là mã nguồn mở.
Vào tháng 1 năm 2020, JetBrains đã phát hành một phông chữ monospaced hình học được gọi là JetBrains Mono làm phông chữ mặc định cho các IDE của họ theo Giấy phép Apache 2.0. Phông chữ được thiết kế để đọc mã nguồn bằng cách được tối ưu hóa để đọc theo chiều dọc với sự hỗ trợ cho các chữ ghép lập trình. Nó có chiều cao x lớn hơn Consolas, Fira Mono hoặc Source Code Pro.

## Dự án trước đây
Fabrique là người phát triển ứng dụng nhanh chóng (RAD) khung phần mềm để xây dựng các ứng dụng web và doanh nghiệp tùy chỉnh. Một phiên bản xem trước đã được hiển thị vào năm 2004, nhưng nó không bao giờ được phát hành.
Omea là trình đọc và trình tổ chức dựa trên máy tính để bàn cho RSS (và sau đó mọi thông tin xuất hiện trên màn hình của một người), người đầu tiên và cho đến nay là sản phẩm hướng tới người tiêu dùng duy nhất từ JetBrains. Được giới thiệu vào năm 2004, nó không đạt được sự phổ biến như mong đợi. Vào năm 2008, đạt đến phiên bản 2.2, Omea có nguồn mở theo Giấy phép Công cộng GNU (GPL) v2. Sản phẩm vẫn có sẵn để tải xuống và sau khi ngừng hoạt động  của Google Reader, đã thu hút được sự chú ý trở lại.
Astella là một IDE cho Adobe Flash và Apache Flex. Sản phẩm JetBrains tồn tại trong thời gian ngắn nhất này đã được công bố vào tháng 10 năm 2011, chỉ một tháng trước khi Adobe Systems khai tử Mobile Flash.